# Cat Street
Cat Street (jap. キャットストリート Kyatto Sutorīto) – manga autorstwa Yōko Kamio, publikowana w magazynie „Bessatsu Margaret” wydawnictwa Shūeisha od lipca 2004 do września 2007. Stała się bestsellerem w Japonii. Na jej podstawie stworzono 6-odcinkowy serial telewizyjny w reżyserii Sasakiego Akimitsu i Fujio Takashiego, który emitowano na antenie NHK od 28 sierpnia do 2 października 2008.

## Fabuła
Keito Aoyama to 16-letnia dziewczyna. Jako dziecko była bardzo utalentowana i szybko stała się popularną młodą aktorką. Jednak pewnego razu, podczas gry na scenie, Keito bardzo stremowała się, co zaraz odbiło się na jej karierze. Na dodatek Keito została zdradzona przez przyjaciółkę. Te traumatyczne wydarzenia spowodowały, że dziewczyna zamknęła się w sobie. Jej życie zmienia się z momentem spotkania tajemniczego dyrektora szkoły o nazwie „El Liston”, która wydaje się być inna niż pozostałe.

## Obsada
Źródło.
- Mitsuki Tanimura – Keito Aoyama
- Karen Miyama – Keito Aoyama (dziecko)
- Ryō Katsuji – Koichi Mine
- Tomoka Kurokawa – Momiji Noda
- Ryō Kimura – Goda Suzuki
- Hideo Ishiguro – Taiyo Harasawa
- Ai Takabe – Nako Sonoda
- Moe Arai – Chika Aoyama
- Kei Tanaka – Masanobu Ozawa
- Katsuhisa Namase – Kentaro Moriguchi
- George Takahashi – Ryoichi Aoyama
- Chikako Kaku – Yumiko Aoyama

## Publikacja serii
Seria była publikowana w magazynie „Bessatsu Margaret” od 13 lipca 2004 do 13 września 2007. Wydawnictwo Shūeisha zebrało jej rozdziały w 8 tankōbonach, wydawanych od 25 kwietnia 2005 do 25 kwietnia 2008.
W Polsce prawa do dystrybucji mangi nabyło wydawnictwo Kotori.
| Nr | Język japoński    | Język japoński         | Język polski     | Język polski           |
| Nr | Data wydania      | ISBN                   | Data wydania     | ISBN                   |
| -- | ----------------- | ---------------------- | ---------------- | ---------------------- |
| 1  | 25 kwietnia 2005  | ISBN 4-08-847847-9     | 21 lutego 2025   | ISBN 978-83-68051-52-0 |
| 2  | 25 kwietnia 2005  | ISBN 4-08-847848-7     | 25 kwietnia 2025 | ISBN 978-83-68051-67-4 |
| 3  | 25 listopada 2005 | ISBN 4-08-846007-3     | 13 czerwca 2025  | ISBN 978-83-68051-77-3 |
| 4  | 24 marca 2006     | ISBN 4-08-846042-1     | —                |                        |
| 5  | 30 sierpnia 2006  | ISBN 4-08-846087-1     | —                |                        |
| 6  | 25 kwietnia 2007  | ISBN 978-4-08-846165-6 | —                |                        |
| 7  | 25 września 2007  | ISBN 978-4-08-846216-5 | —                |                        |
| 8  | 25 kwietnia 2008  | ISBN 978-4-08-846291-2 | —                |                        |